# Diana Chelaru (gimnastă)
Diana Chelaru  (n. 15 august 1993, Onești, Bacău, România) este o fostă gimnastă română de talie mondială.

## Prezentare
A ocupat locul 14 la Campionatele europene de gimnastică individuală, atât feminină, cât și masculină, care s-a desfășurat la Milano, Italia, între 2 și 5 aprilie 2009.

## Rezultatele gimnastelor române
La individual compus, româncele s-au plasat pe locurile 5, respectiv 14
- 5. Anamaria Tămârjan ( România) - cu notele (14,650 / 13,975 / 14,600 / 12,700) -- Total 55,925 și
- 14. Diana Chelaru ( România) - cu notele (14,675 / 13,525 / 11,900 / 14,400) -- Total 54,500

## Articole conexe
- Listă de gimnaste române
- Listă de gimnaști români
- Lotul de gimnastică feminină a României la Olimpiada de vară, 2008